# Dominance Fighting Championship
Dominance Fighting Championship (DFC), officielt Airtox Dominance Fighting Championship (ADFC) af sponsorhensyn, er det største MMA-promoveringsfirma i Danmark. Organisationen er grundlagt af tredobbelt olympisk bryder og tidligere UFC-kæmper Mark O. Madsen. Den første begivenhed fandt sted den 21. september i K.B. Hallen på Frederiksberg.

## Historie
Den 17. juni  annoncerede Mark O. Madsen, der kun 5 måneder tidligere havde stoppet karrieren som MMA-kæmper, at han ville lancere en MMA-liga ved navnet Dominance Fighting Championship.
Det indviende stævne (DFC 1) tog sted d. 21. september 2024 i K.B. Hallen på Frederiksberg. Til stævnet var Henry Cejudo (tidligere UFC fluevægt- og bantamvægtmester) og Kelvin Gastelum (tidligere UFC mellemvægtstiteludfordrer) del af kommentatorholdet.
Den 28. januar 2025 indgik DFC partnerskab med Airtox, en dansk producent af sikkerhedssko, hvilket blandt andet førte til, at organisationen skiftede det officielle navn til Airtox Dominance Fighting Championship. ADFC 3 var det første stævne under det nye navn.
Den 12. februar 2025 blev DFC officielt hovedsponsoren for det danske amatør MMA-landshold.
I maj 2025 annoncerede Mark O. Madsen det første Airtox Fear Nothing Tournament, en otte-mands MMA-turnering for amatør kæmpere, hvor man kan vinde 50.000 danske kroner som førstepræmie. De første kampe i turneringen, der fungerer som kvartfinalerne, vil tage sted ved den 30. august ved ADFC Academy 1 i Guldboxen. Efter en publikumsafstemning, der sluttede d. 25. maj, blev det bestemt, at turnerings vægtklasse skulle være letvægt (under 70,3kg / 155 lb).

## Broadcasting
| Område       | Tjeneste      | Ref.   |
| ------------ | ------------- | ------ |
| Skandinavien | Pluto TV      | [ 12 ] |
| USA & Canada | Swerve Combat | [ 13 ] |

## Regler
DFC stævner er sanktioneret af Danish Mixed Martial Arts Federation (DMMAF).
Professionelle DFC kampe benytter sig af Unified Rules of Mixed Martial Arts, der benyttes på på verdensplan som standarden indenfor professionel MMA.
Amatørkampe benytter sig af regelsættet defineret af International Mixed Martial Arts Federation (IMMAF). Amatørkampe adskiller sig fra de professionelle ved at benytte benskinner og større handsker, have kortere runder og forbyde adskillige slag og metoder, såsom albueslag m.f.
DFC benytter sig af et 8-sidet bur som kamplads.

## Planlagte begivenheder
| Begivenhed     | Dato                | Spillested  | Lokation         | Ref.   |
| -------------- | ------------------- | ----------- | ---------------- | ------ |
| ADFC 5         | januar/februar 2026 | K.B. Hallen | Frederiksberg    | [ 20 ] |
| ADFC Academy 2 | oktober 2025        | TBA         | TBA              | [ 21 ] |
| ADFC 4         | 20. september 2025  | K.B. Hallen | Frederiksberg    | [ 21 ] |
| ADFC Academy 1 | 30. august 2025     | Guldboxen   | Nykøbing Falster | [ 22 ] |

## Tidligere begivenheder
| # | Begivenhed | Dato               | Spillested  | Lokation      | Ref.   |
| - | ---------- | ------------------ | ----------- | ------------- | ------ |
| 3 | ADFC 3     | 26. april 2025     | K.B. Hallen | Frederiksberg | [ 23 ] |
| 2 | DFC 2      | 11. januar 2025    | K.B. Hallen | Frederiksberg | [ 24 ] |
| 1 | DFC 1      | 21. september 2024 | K.B. Hallen | Frederiksberg | [ 25 ] |

## Vægtklasser
DFC har endnu ikke afholdt mesterskabskampe, eller fastlagt hvilke vægtklasser det er der vil afholdes mesterskabskampe i. De følgende vægtklasser er optrådt til DFC-stævner pr. ADFC 3.

### Herrer
- Supersværvægt: Over 120,2 kg (Over 265 lb)
- Sværvægt: 93,0 - 120,2 kg (205 - 265 lb)
- Letsværvægt: 83,9 - 93,0 kg (185 - 205 lb)
- Mellemvægt: 77,1 - 83,9 kg (170 - 185 lb)
- Weltervægt: 70,3 - 77,1 kg (155 - 170 lb)
- Letvægt: 65,8 - 70,3 kg (145 - 155 lb)
- Fjervægt: 61,2 - 65,8 kg (135 - 145 lb)
- Bantamvægt: 56,7 - 61,2 kg (125 - 135 lb)
- Fluevægt: 52,2 - 56,7 kg (115 - 125 lb)

### Kvinder
Der har indtil videre kun været én kamp mellem to kvinder i DFC. Den øvre vægtgrænse for kampen var 63 kg.